# Стурц, Роман
Роман Штурц (чеш. Roman Szturc; род. 25 сентября 1989 года, Карвина, Чехословакия) — чешский хоккеист, нападающий.

## Карьера
Воспитанник клуба ХК «Витковице», с сезона 2004/2005 годов начал выступать за юношескую и молодежную команды ХК «Витковице». В сезоне 2008/2009 годов дебютировал в основном составе клуба в чешской экстралиге, провел шесть матчей, остальные матчи сыграл за ХК «Поруба» (второй дивизион) — 13 матчей, набрал 3 очка (1 + 2) и ХК «Слезан» (Опава) (третий дивизион) — 2 матча, набрал три очка (2 + 1).
Роман Штурц привлекался в ряды юношеской и молодежной сборной Чехии, в частности на чемпионате мира по хоккею с шайбой среди юниорских команд 2007 года и чемпионатах мира по хоккею с шайбой среди молодежных команд 2008 и 2009 годов.
С сезона 2010/2011 до сезона 2018/2019 годов был постоянным игроком основного состава ХК «Витковице». В составе ХК «Витковице» выступал на престижном Кубке Шпенглера в 2011 и 2012 годах. Сейчас играет за команду первой чешской лиги «Фридек-Мистек».

## Достижения
- Серебряный призёр чемпионатов Чехии 2010 и 2011
- Бронзовый призёр мирового кубка вызова 2006 в составе сборной Чехии (до 17 лет)

## Статистика
Обновлено на конец сезона 2020/2021
- Чешская экстралига — 580 игр, 195 очков (108 шайб + 87 передач)
- Чешская первая лига — 98 игр, 72 очка (34+38)
- Чешская вторая лига — 6 игр, 6 очков (2+4)
- Лига чемпионов — 18 игр, 6 очков (5+1)
- Кубок Шпенглера — 10 игр, 4 очка (3+1)
- Всего за карьеру — 712 игр, 283 очка (152+131)